# Imparipes insignis
Imparipes insignis är en spindeldjursart som beskrevs av Sandór Mahunka 1970. Imparipes insignis ingår i släktet Imparipes och familjen Scutacaridae. Inga underarter finns listade i Catalogue of Life.